# Бодюх, Алексей Емельянович
Алексей Емельянович Бодюх (31 октября 1919, село Мациевка Полтавской губернии, теперь Прилуцкого района Черниговской области — 7 августа 1960, город Черновцы) — советский партийный деятель, депутат Верховного Совета УССР 5-го созыва. Член Ревизионной Комиссии КПУ в 1960 году.

## Биография
В 1935 — 1937 г. — слушатель рабочего факультета при Киевском инженерно-экономическом институте. В сентябре 1937 — декабре 1939 г. — студент Глуховского сельскохозяйственного института. В декабре 1939 года добровольцем пошел в ряды Красной армии, воевал на финском фронте. В апреле 1940 — августе 1941 г. — опять студент Глуховского сельскохозяйственного института.
В августе — декабре 1941 г. — курсант Лепельского артиллерийского минометного училища. В декабре 1941 — августе 1946 г. — служил в Красной армии, был командиром минометной батареи.
В 1942 году стал членом ВКП(б).
В октябре 1946 — июле 1947 г. — студент Ворошиловградского сельскохозяйственного института. В июле 1947 — феврале 1948 г. — заведующий участком учебно-исследовательского хозяйства Ворошиловградского сельскохозяйственного института.
В феврале 1948 — сентябре 1951 г. — инструктор сельскохозяйственного отдела Ворошиловградского областного комитета КП(б)У; секретарь Станично-Луганского районного комитета КП(б)У Ворошиловградской области.
В сентябре 1951 — декабре 1953 г. — инструктор сельскохозяйственного отдела ЦК КП(б)У.
20 декабря 1953 — 6 августа 1954 г. — 1-й секретарь Сторожинецкого районного комитета КПУ Черновицкой области.
8 августа 1954 — 26 октября 1956 г. — секретарь Черновицкого областного комитета КПУ.
3 июля 1956 — 7 августа 1960 г. — председатель исполнительного комитета Черновицкого областного Совета депутатов трудящихся.

## Звание
- старший лейтенант

## Награды
- орден Ленина (26.02.1958)
- орден Отечественной войны 1-й ст.(.05.1945)
- орден Отечественной войны 2-й ст. (.03.1945)
- орден Красной Звезды (.09.1944)
- медали